# Plagiogeneion macrolepis
Plagiogeneion macrolepis is een  straalvinnige vissensoort uit de familie van emmelichtiden (Emmelichthyidae). De wetenschappelijke naam van de soort is voor het eerst geldig gepubliceerd in 1914 door McCulloch.
De soort staat op de Rode Lijst van de IUCN als Onzeker, beoordelingsjaar 2009.